# Janov (Ústí nad Labem)
Janov è un comune della Repubblica Ceca facente parte del distretto di Děčín, nella regione di Ústí nad Labem.

## Geografia fisica

### Territorio
Il paese si trova a circa 450-465 s.l.m (metri sopra il livello del mare).

### Clima
Clima estivo: per il 40% dell'estate il clima si presenta piovoso. le medie massime estive arrivano fino ai 25° invece le minime arrivano ai 10°.
Clima invernale: le temperature massime arrivano ai 5° mentre le minime arrivano fino ai -10°.